# 约斯塔·桑德贝里
约斯塔·桑德贝里（瑞典語：Gösta Sandberg，1932年8月6日—2006年4月27日），瑞典男子足球、冰球运动员。他曾代表瑞典国家队参加1952年夏季奥林匹克运动会足球比赛，获得一枚铜牌。